# Takifugu exascurus
Takifugu exascurus es una especie de peces de la familia Tetraodontidae en el orden de los Tetraodontiformes.

## Morfología
Los machos pueden llegar alcanzar los 15 cm de longitud total.

## Hábitat
Es un pezde mar y, de clima templado.

## Distribución geográfica
Se encuentran en Asia: el Japón y el Mar del Japón.

## Observaciones
No se puede comer ya que es  venenoso para los humanos.